# 獅頭山 (苗栗縣)
獅頭山，位於台灣苗栗縣南庄鄉、三灣鄉、新竹縣峨眉鄉交界，峰頂海拔491公尺，為台灣小百岳之一。該山峰地處中港溪主流與其支流峨眉溪的分水嶺上，立有三等三角點25號。山頂設有氣象監測及通訊中繼站，向西往三灣聚落方向視野良好。

## 概要
獅頭山是北台灣最大的佛教、道教名山之一，早在1895年（日明治28年），便有佛教僧侶利用該山現成的天然岩洞興建獅巖洞（元光寺），其後獅頭山勸化堂、梵音寺、輔天宮、開善寺等寺廟陸續興建，遍及前山（獅頭）及後山（獅尾），前後山之間有山徑相通，即今之「獅山古道」。1927年（昭和2年），獲台灣日日新報讀者票選為「台灣八景十二勝」的十二勝之一。

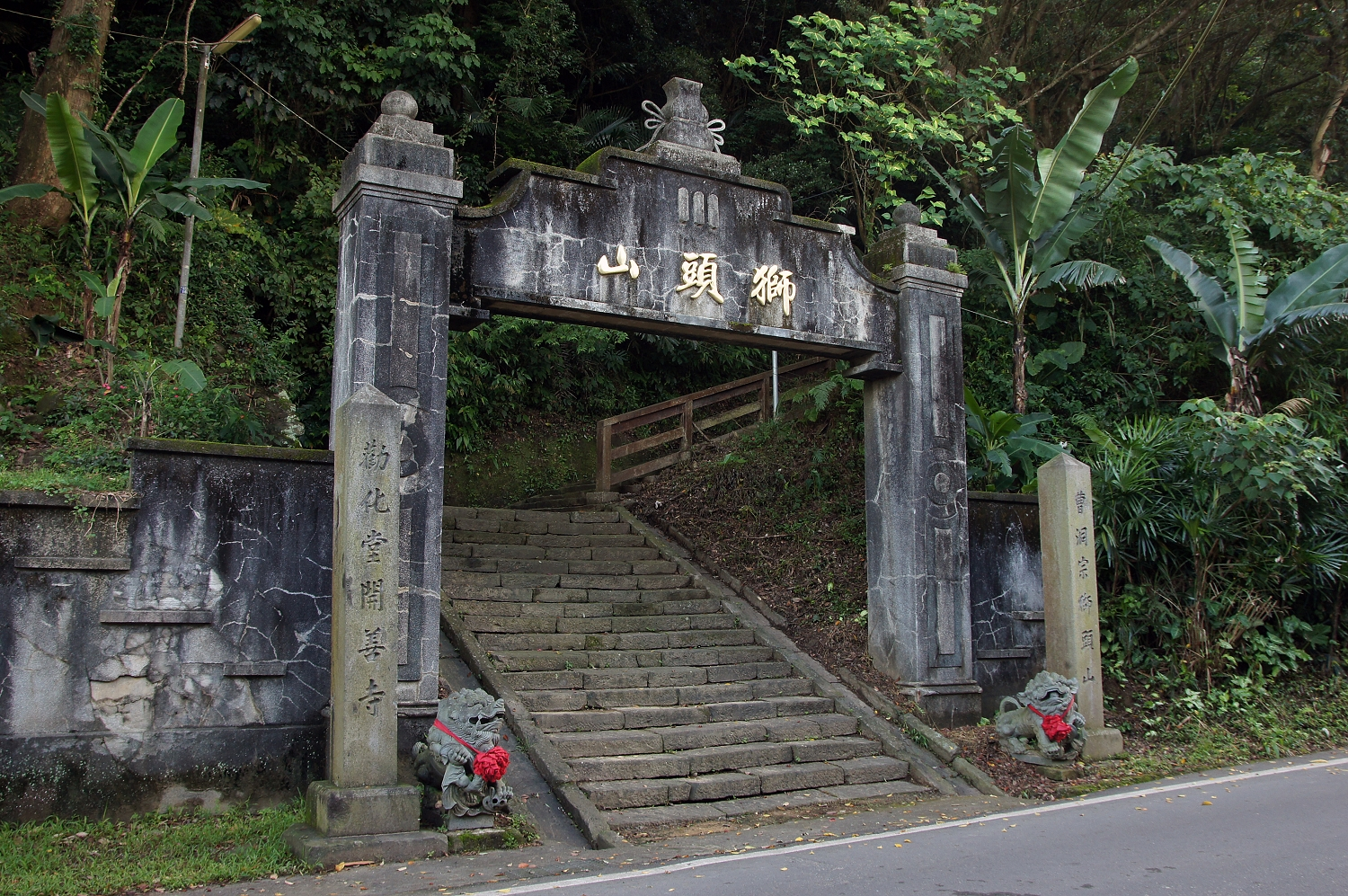
獅頭山南面的步道入口

2001年3月，參山國家風景區成立，獅頭山與臨近的南庄鄉、三灣鄉、新竹縣峨眉鄉、北埔鄉、竹東鎮諸景點一併被劃入的該國家風景區所屬的獅頭山風景區。